# 5878 Charlene
5878 Charlene este un asteroid din centura principală, descoperit pe 14 februarie 1991, de Eleanor Helin.